# Prix de la Fondation Girbal-Baral
Le Prix de la Fondation Girbal-Baral est un prix (allocation initiale de 10 000 F) de l'Académie des sciences, créé en 1930 en France pour récompenser des travaux et recherches scientifiques,.

## Lauréats
- 1936 : Yvette Cauchois et Roger Jean Gautheret[3]
- 1938 : Frédéric Marty
- 1940 : André Guinier
- 1942 : André Lichnerowicz et Jacques Dufresnoy[4]
- 1943 : Jacqueline Lelong-Ferrand[5]
- 1950 : Jean Combes
- 1952 : Jean-Pierre Serre[6]
- 1955 : Jean-Paul Cachera
- 1956 : François Bruhat